# Birger Bergersen

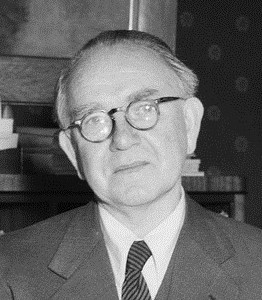
Birger Bergersen

Birger Martin Bergersen (* 25. Juli 1891 in Kvæfjord, Troms; † 14. Juli 1977 in Oslo) war ein norwegischer Anatom, Zoologe, Hochschullehrer, Diplomat und Politiker der Arbeiderpartiet, der unter anderem zwischen 1939 und 1945 Rektor der Norwegischen Hochschule für Zahnmedizin (Norges Tannlegehøyskole), zwischen 1947 und 1953 Botschafter in Schweden sowie von 1953 bis 1960 in der Regierung Torp sowie in der dritten Regierung Gerhardsen Minister für Kirchen und Unterricht war.
Als Minister für Kirche und Bildung war Bergersen ein wichtiger Akteur in der Reformarbeit an norwegischen Schulen, die Mitte der 1950er Jahre begann. Weniger bekannt, aber wahrscheinlich bedeutender war die internationale Arbeit, die er bereits in den 1930er Jahren und nach dem Zweiten Weltkrieg in dem Bestreben leistete, das Abschlachten der großen Walpopulationen im Südpolarmeer zu reduzieren. Diese Arbeit führte im Laufe der Zeit zur Gründung der Internationalen Walfangkommission IWC (International Whaling Commission) im Jahr 1946, deren erster Vorsitzender Bergersen wurde. Für seine langjährigen Verdienste in Wissenschaft und Forschung wurden ihm zu Ehren im Königin-Maud-Land in der Ostantarktika Bergersenfjella, Statsrådsbreen und Birgerhøgda nach ihm benannt.

## Leben

### Journalist, Lehre und Zoologiestudium

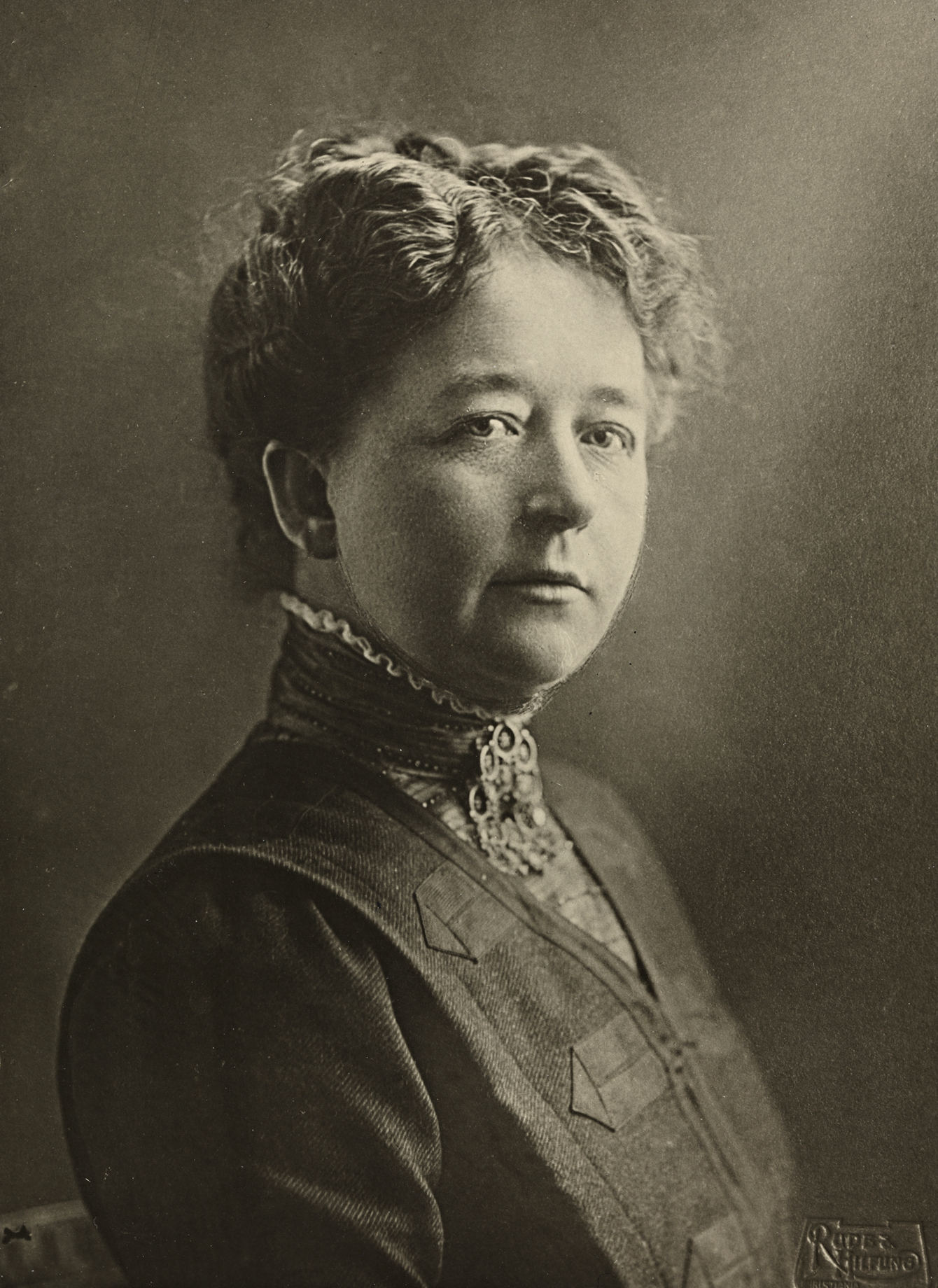
Birger Bergersen war Student von Kristine Bonnevie, Biologin und Norwegens erste Professorin

Birger Martin Bergersen, Sohn des Lehrers Hans Christian Bergersen (1835–1925) und Ingeborg Kristine Heitmann (1848–1938), schloss seine schulische Ausbildung an der Fru Ragna Nielsens Skole in Kristiania 1909 ab und begann 1910 eine Tätigkeit als Journalist bei der Tageszeitung Social-Demokraten. 1915 schloss er sein Examen als Lehrer (Lærerskoleeksamen) ab und arbeitete ein Jahr lang als Lehrer an der Grundschule in Kristiania. Danach begann er 1916 ein Studium der Medizin an der Universität Kristiania, wechselte aber nach zwei Jahren 1918 an die Mathematisch-Naturwissenschaftliche Fakultät. Während des Studiums wurde er 1920 Konservator am dortigen Naturkundemuseum Naturhistorisk Museum sowie 1921 Assistent am Zoologischen Museum. Er legte das Examen mit Zoologie als Hauptfach 1925 als Cand.real. bei Kristine Bonnevie ab, Biologin und Norwegens erste Professorin, deren Forschungsfelder Zytologie, Genetik und Embryologie waren. Seine Diplomarbeit Undersøkelser av myotomets differentiation og utviklingen av korium hos Syngnathidene befasste sich mit Studien über Bau und Entwicklung des Koriums und der Entwicklung der Hautschilder bei Syngnathiden.
Bergersens gesamte Studienzeit war lang, da er einerseits weiterhin als Journalist, Kurator und Assistent von Kristine Bonnevie arbeitete, andererseits sehr aktiv am Studentenleben teilnahm wie beispielsweise als Vorstandsmitglied des Studentenwerks und Vorsitzender der Sozialdemokratischen Studentenvereinigung. Er war mit vielen Persönlichkeiten des kulturellen Lebens wie Sigurd Hoel, Erling Winsnes, Herman Wildenvey, Arnulf Øverland bekannt.

### Studienaufenthalte, Hochschullehrer und Rektor der Hochschule für Zahnmedizin

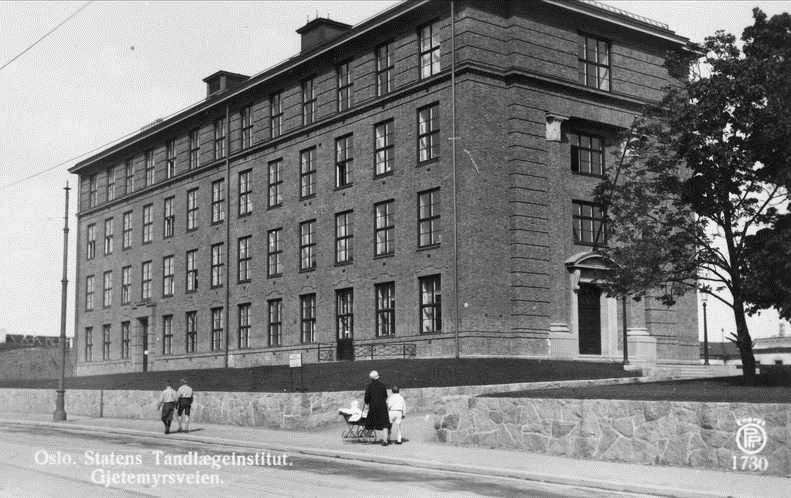
Die Norwegische Hochschule für Zahnmedizin (Norges Tannlegehøyskole), deren Rektor Bergersen zwischen 1939 und 1945 war.

Nur wenige Monate nach seinem Abschluss wurde Birger Bergersen 1925 zum Dozenten und Leiter der Abteilung für Anatomie der Norwegischen Hochschule für Zahnmedizin (Norges Tannlegehøyskole) ernannt. Er ergänzte seine Ausbildung schließlich durch eine Reihe von Studienaufenthalten in Schweden, Dänemark, Frankreich und den USA.
Neben seiner Lehr- und Forschungstätigkeit wurde er 1926 Mitglied einer neu gegründeten norwegisch-sowjetischen Robbenjagdkommission (Den norsk-sovjetiske selkommisjonen). Diese hatte die Aufgabe, Quoten für die Fischereiflotten der beiden Länder festzulegen. Sowohl die Arbeit der Kommission als auch seine Beiträge und Arbeit wurden als so erfolgreich angesehen, dass er bis 1958 Mitglied dieser Kommission blieb. Er war ferner zwischen 1928 und 1967 Vorstandsmitglied des Schifffahrtsmuseum (Norsk Sjøfartsmuseum).
1932 wurde er zum Dr. philos. promoviert. Seine Doktorarbeit Beiträge zur Kenntnis der Haut einiger Pinnipedien befasste sich mit der Anatomie der Haut und damit des Fells sowie der Entwicklung nach der Geburt bei einigen Robbenarten. Der Hauptteil der Forschungsarbeit führte er am Veterinärkolleg in Stockholm durch. Die Dissertation war zugleich der Höhepunkt seiner wissenschaftlichem Arbeiten. Nach der Promotion übernahm er 1932 die Professur für Anatomie an der Hochschule für Zahnmedizin und lehrte dort bis 1947. Bereits ein Jahr darauf wurde er 1933 Vizerektor der Hochschule und bekleidete dieses Amt bis 1937. Ferner war er von 1936 bis 1954 Vorsitzender des Walrates (Hvalrådet) und wurde 1936 Mitglied der Norwegische Akademie der Wissenschaften DNVA (Norwegische Akademie der Wissenschaften). 1939 wurde er schließlich Rektor der Norwegischen Hochschule für Zahnmedizin (Norges Tannlegehøyskole) und blieb in diesem Amt formell bis 1945.

### Kommunalpolitiker, Internationale Walfangkommission und Botschafter in Schweden
Mitte der 1930er Jahre begann Birger Bergersen sein Engagement für die Arbeiderpartiet in der Kommunalpolitik und war von 1934 bis 1937 zuerst Mitglied des Stadtrates (bystyre) von Oslo sowie im Anschluss zwischen 1937 und 1940 Mitglied des Präsidiums (formannskap) von Oslo, des zweithöchsten politischen Organs in Gemeinden ohne parlamentarische Regierungsform, das aus einer Auswahl von mindestens fünf Mitgliedern des Rates besteht, darunter dem Bürgermeister und dem stellvertretenden Bürgermeister. Zugleich war er in Oslo von 1935 bis 1940 Mitglied des Kinorates, zwischen 1935 und 1945 Vorsitzender des Krankenhausrates sowie von 1938 bis 1940 Mitglied des Finanzausschusses. Während des Zweiten Weltkrieges und der deutschen Besatzung arbeitete Bergersen zwischen 1942 und 1945 für das Ministerium für Versorgung und Wiederaufbau (Forsynings- og gjenreisingsdepartementet) der Exilregierung in London. Nach Kriegsende war er 1945 erneut kurzzeitig Mitglied des Stadtrates von Oslo und engagierte sich zwischen 1945 und 1965 als Vizevorsitzender der dortigen kommunalen Kunstsammlung.
Nach der Gründung der Internationalen Walfangkommission IWC (International Whaling Commission) wurde Birger Bergersen 1946 deren erster Vorsitzender und bekleidete diese Funktion bis 1952. Zugleich wurde er 1946 zunächst Gesandter sowie im Anschluss 1947 Botschafter in Schweden. Er verblieb auf diesem diplomatischen Posten bis zur Ablösung durch Jens Schive 1953. 1949 verlieh ihm die Universität Stockholm einen Ehrendoktortitel. Zudem war er zwischen 1949 und 1954 erstmals Vorsitzender des Gemeinsamen Ausschusses des Forschungsrats (Forskningsrådenes fellesutvalg). Darüber hinaus wurde er 1950 Ehrenmitglied der Zahnärztlichen Vereinigung (Den Norske Tannlegeforening).

### Minister für Kirchen und Unterricht

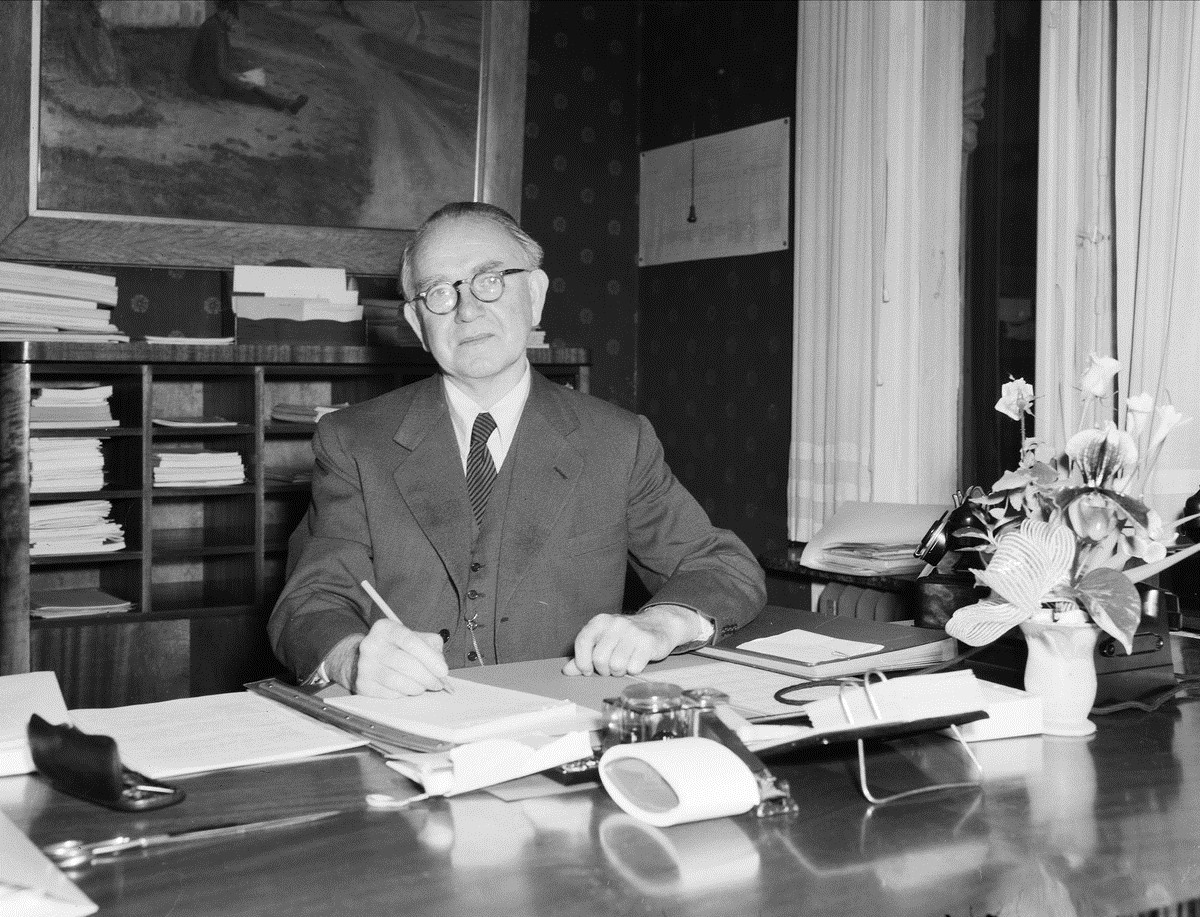
Birger Bergersen (1953)

Am 9. Dezember 1953 übernahm Birger Bergersen von Lars Moen in der Regierung Torp das Amt als Minister für Kirchen und Unterricht (Kirke- og undervisningsminister). Ab dem 22. Januar 1955 bekleidete er dieses Ministeramt weiter in der dritten Regierung Gerhardsen. Seine Amtszeit endete am 23. April 1960, als Helge Sivertsen ihn ablöste. Als Minister für Kirche und Bildung war Bergersen ein wichtiger Akteur in der Reformarbeit an norwegischen Schulen, die Mitte der 1950er Jahre begann.
Während dieser Zeit wurde er 1955 Mitglied der Königlich Wissenschaftlichen Gesellschaft DKNVS (Det Kongelige Norske Videnskabers Selskab) und Ehrenmitglied des Tromsø Museum sowie 1956 Ehrenmitglied des Schwedischen Zahnärzteverbandes. Er wurde 1960 außerdem Mitglied der New York Academy of Sciences (NYAS) und war von 1960 bis 1966 abermals Vorsitzender des Gemeinsamen Ausschuss des Forschungsrates. Für seine langjährigen Verdienste in Wissenschaft und Forschung wurden im Königin-Maud-Land in der Ostantarktika ihm zu Ehren Bergersenfjella, Statsrådsbreen und Birgerhøgda benannt.
Birger Bergersen war seit 1930 mit Benedicte „Benny“ Nicolaysen (1897–1981), Tochter von Hauptmann Anton Martin Schweigaard Nicolaysen (1870–1907) und Dorothea Horn (1870–1943), verheiratet.

## Veröffentlichungen
- Undersøkelser av myotomets differentiation og utviklingen av korium hos Syngnathidene, Diplomarbeit, Universität Oslo 1925
- Beiträge zur Kenntnis der Haut einiger Pinnipedien, Dissertation, Oslo 1932
- Om vern og utnyttelse av landpattedyr og fugl på Svalbard og Jan Mayen, 1938
- Liv og utvikling. Trekk fra biologiens historie, Oslo 1966
- Modningsår, Oslo 1969
- Hva USA skylder Hitler, Oslo 1973